# Syndactyla
Syndactyla es un género de aves paseriformes perteneciente a la familia Furnariidae que agrupa a especies nativas de la América tropical (Neotrópico), donde se distribuyen desde Costa Rica a través de América Central y América del Sur hasta el norte de Argentina. Sus especies son denominadas comúnmente como ticoticos, y también hojarasqueros, limpiafrondas, trepamusgos o limpia-follajes, entre otros.

## Etimología
El nombre genérico femenino «Syndactyla» se compone de las palabras del griego « συν sun»: juntos, y «δακτυλος daktulos»: dedos; significando «con los dedos juntos».

## Características
Los ticoticos de este género son furnáridos medianos, midiendo entre 17,5 y 19 cm de longitud, con picos rectos y cortos (o ligeramente curvados hacia arriba), con excepción de los ticoticos picolezna antes incluidos en el género Simoxenops cuyos picos son grandes y curvados. Son estriados por abajo aunque la garganta es pálida y sin marcas. Todos vocalizan de forma similar.

## Lista de especies
Según las clasificaciones del Congreso Ornitológico Internacional (IOC) y Clements Checklist v.2018, el género agrupa a las siguientes especies con el respectivo nombre popular de acuerdo con la Sociedad Española de Ornitología (SEO):
| Imagen | Nombre científico           | Autor                | Nombre común                 | EC (*) |
| ------ | --------------------------- | -------------------- | ---------------------------- | ------ |
|        | Syndactyla rufosuperciliata | (Lafresnaye, 1832)   | ticotico cejudo              | LC     |
|        | Syndactyla dimidiata        | (Pelzeln, 1859)      | ticotico del Planalto        | LC     |
|        | Syndactyla roraimae         | (Hellmayr, 1917)     | ticotico gorgiblanco         | LC     |
|        | Syndactyla subalaris        | (P.L. Sclater, 1859) | ticotico rayado              | LC     |
|        | Syndactyla ruficollis       | (Taczanowski, 1884)  | ticotico cuellirrufo         | VU     |
|        | Syndactyla guttulata        | (P.L. Sclater, 1858) | ticotico goteado             | LC     |
|        | Syndactyla ucayalae         | (Chapman, 1928)      | ticotico picolezna peruano   | NT     |
|        | Syndactyla striata          | (Carriker, 1935)     | ticotico picolezna boliviano | LC     |

(*) Estado de conservación

## Taxonomía
La especie antes denominada Philydor dimidiatum, anteriormente agrupada en el género Philydor, fue transferida al presente género, siguiendo a los estudios de Robbins & Zimmer (2005), y cambiando el nombre científico para Syndactyla dimidiata como aprobado por la Propuesta N° 198 al Comité de Clasificación de Sudamérica (SACC). Este cambio taxonómico fue confirmado posteriormente por los estudios de Derryberry et al. (2011).
Los estudios de Zimmer et al. (2008) suministraron múltiples evidencias para demostrar que la entonces especie Automolus roraimae, no pertenecía al género Automolus y si al presente. En la Propuesta N° 375 al SACC, se aprobó la transferencia de A. roraimae para el presente género. Este cambio taxonómico fue confirmado posteriormente por los estudios de Derryberry et al. (2011).
Con base en estudios de morfología y vocalización, Robbins & Zimmer (2005) recomendaron la inclusión de las especies del género Simoxenops en el presente; posteriormente, los estudios de genética molecular de Derryberry et al. (2011) concluyeron que, efectivamente, Simoxenops estaba embutido en el presente. La Propuesta N° 528 al SACC, aprobó la transferencia de las entonces especies Simoxenops ucayalae y S. striatus al presente género con los nombres científicos de Syndactyla ucayalae y S. striata, respectivamente.